# Fredrik Tamm
Fredrik August Tamm, född den 30 mars 1847 i Tveta, Stockholms län, död den 30 mars 1905, var en svensk språkforskare och universitetslärare, sonson till Pehr Adolf Tamm.

## Biografi
Tamm blev student vid Uppsala universitet 1863, filosofie doktor 1875 och docent i nordiska språk där 1876, fick 1897
professors namn, heder och värdighet.
Tamm var en flitig och samvetsgrann forskare i modersmålets historia och gjorde till sin huvuduppgift att etymologiskt granska och förklara svenskans ordförråd, särskilt rörande de i svenskan vid olika tider inkomna utländska lånorden. Han utgav studier över det samtida språkets formlära och dess historiska utveckling samt Valda skrifter av Georg Stiernhielm med ordlista (1891-92; 2:a upplagan 1903). 
År 1890 blev han ledamot av Humanistiska vetenskapssamfundet. Samma år började Tamm, med understöd av Svenska akademien, utge en Etymologisk svensk ordbok, i huvudsak planlagd efter Friedrich Kluges Etymologisches Wörterbuch der deutschen Sprache; 1905 hade 7 häften om 420 sidor utkommit.

### Redaktörskap
- Stiernhielm, Georg (1891). Valda skrifter. Uppsala: Akad. bokh. Libris 1626564
  -  [2., rev.] uppl. Uppsala: Akad. bokh. i distr. 1903. Libris 1728635
- Stiernhielm, Georg (1910). Hercules och Bröloppsbeswärs ihugkommelse : jämte motsvarande partier av F. Tamms "Glossar till valda skrifter av G.S.". Uppsala: Akad. bokh. Libris 1617884
- Stiernhielm, Georg (1921). G. Stiernhielms Hercules : jämte motsvarande partier av F. Tamms 'Glossar till valda skrifter av G. S.' (4. omarb. uppl). Uppsala. Libris 501897